# Crambus palustrellus
Crambus palustrellus is een vlinder uit de familie grasmotten (Crambidae). De wetenschappelijke naam is voor het eerst geldig gepubliceerd in 1876 door Ragonot.
De soort komt voor in Europa.